# Белорусский государственный педагогический университет
Белорусский государственный педагогический университет имени Максима Танка (БГПУ) (бел. Беларускі дзяржаўны педагагічны універсітэт імя Максіма Танка) — ведущее высшее учебное заведение педагогического профиля Республики Беларусь, один из старейших вузов в стране. Назван в честь белорусского народного поэта.

## История
22 июня 1914 года министр народного просвещения Российской империи Лев Аристидович Кассо подписал Указ об открытии Минского учительского института. 21 ноября 1914 года состоялось торжественное открытие Минского учительского института.

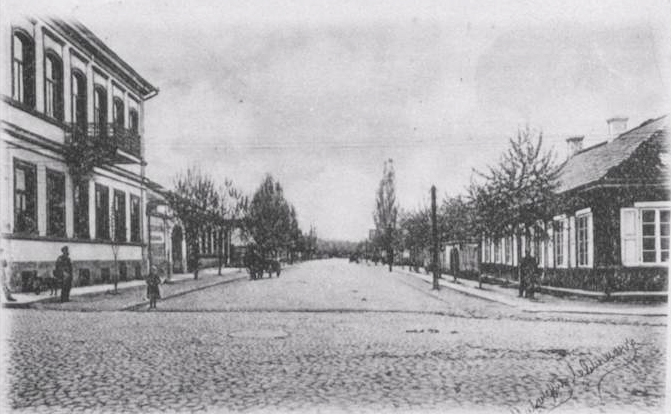

Осенью 1918 года состоялось открытие Минского педагогического института, в котором вели преподавание выдающиеся культурные и научные деятели того времени — Ефим Карский, Вацлав Ивановский, Бронислав Тарашкевич. Этот институт послужил основой создания педагогического факультета БГУ в 1921 году.
В 1920—1921 годах в результате реформирования учительских институтов был создан новый тип педагогического учебного заведения — институт народного образования, в котором предусматривалась подготовка не только учителей, но и дошкольных и внешкольных работников. Учительский институт получил новое название — Минский институт народного образования.
23 сентября 1921 года Минский институт народного образования был преобразован в педагогический факультет БГУ.
В 1928—1931 годах при Белорусском государственном университете был построен студенческий городок, в котором педагогическому факультету было отведено 4 корпуса, 2 библиотеки, а также общежитие на 300 мест.

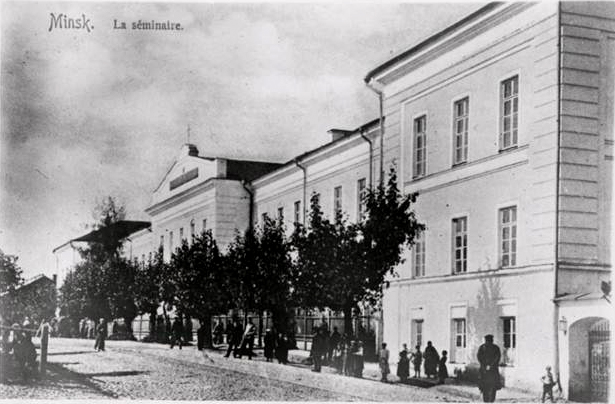

В 1931 году в общежитии проживало 48 % студентов педагогического факультета. Средняя стипендия составляла 35 рублей.
28 июля 1931 года на основании постановления Совета народных комиссаров БССР педагогический факультет БГУ реорганизован в самостоятельный Белорусский государственный высший педагогический институт.
В 1936 году Минскому государственному педагогическому институту присвоено имя М.Горького.
29 июля 1944 года СНК БССР принял постановление о возобновлении деятельности Минского государственного педагогического института имени М.Горького.
В 1948 году на базе факультета иностранных языков МГПИ был создан Минский государственный педагогический институт иностранных языков.
В 1972 году за успехи в подготовке преподавательских кадров и научной деятельности Минский государственный педагогический институт имени М.Горького был награждён орденом Трудового Красного Знамени.
В 1975 году на базе библиотечного факультета МГПИ был создан Минский институт культуры.
В 1982 году МГПИ награждён Почётной грамотой Президиума Верховного Совета БССР.
В 1991 году открыт музей БГПУ. Обновленная экспозиция представлена посетителям 26 февраля 2007 года.
В 1991 БГПУ стал единственным белорусским вузом, в котором был открыт планетарий, представляющий точную модель звёздного неба.
8 сентября 1993 года Минский государственный педагогический институт им. М.Горького реорганизован в Белорусский государственный педагогический университет.

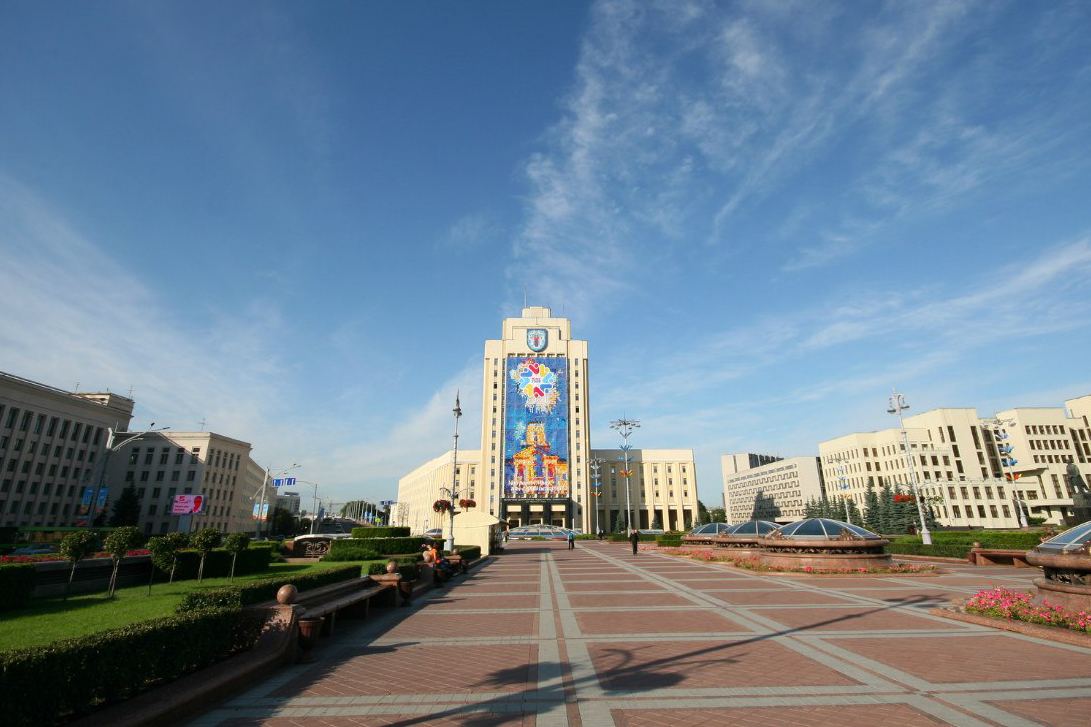

В 1994 году состоялась торжественная встреча студентов и сотрудников университета с Президентом Республики Беларусь А. Г. Лукашенко.

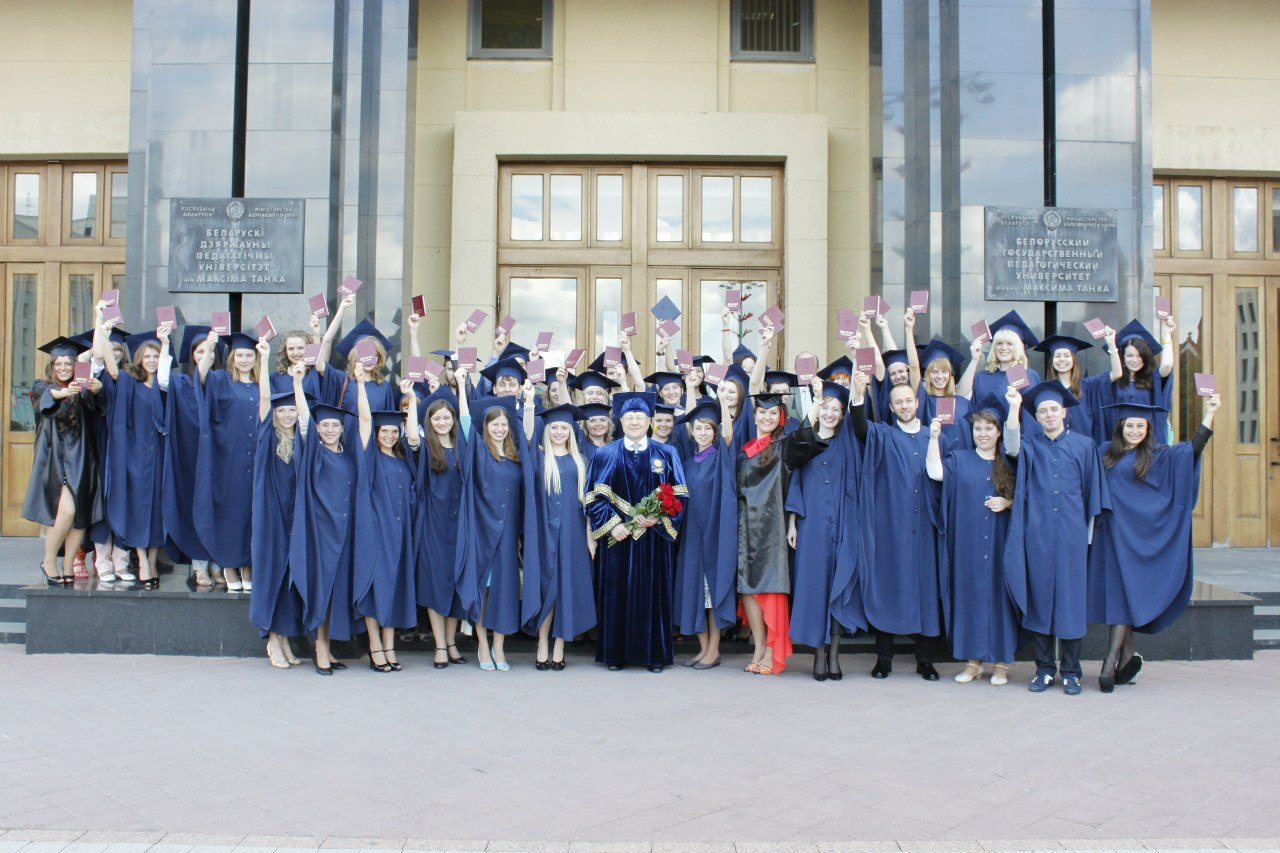
Выпускники БГПУ

В 1995 году БГПУ присвоено имя народного поэта Беларуси Максима Танка.
28 ноября 1997 года БГПУ награждён Почётным государственным знаменем Республики Беларусь за особые достижения в социально-культурном развитии и в связи с 75-летием со дня основания.
В 2004 году в фойе БГПУ установлен маятник Фуко, который освятил Патриарший экзарх всея Беларуси Митрополит Минский и Слуцкий Филарет.
В 2007 году БГПУ стал членом Евразийской Ассоциации университетов.
31 декабря 2016 года коллектив университет награждён Премии Президента Республики Беларусь «За духовное Возрождение» за активную деятельность в гуманитарной области, значительный вклад в развитие и популяризацию волонтёрского движения среди студенческой молодёжи
В октябре 2017 года БГПУ и Ассоциации «Образование для устойчивого развития» присвоен статус регионального центра экспертиз в области образования для устойчивого развития.
Февраль 2017 г. — представительство ООН/ПРООН Республики Беларусь вручило университету Сертификат признательности за социально значимую деятельность в достижении Целей устойчивого развития и создании инклюзивного общества в Беларуси.
Октябрь 2018 г. — Советом министров иностранных дел СНГ БГПУ им. М. Танка присвоен статус базовой организации государств-участников СНГ по подготовке, переподготовке и повышению квалификации педагогических работников и специалистов в области инклюзивного и специального образования.

## Факультеты

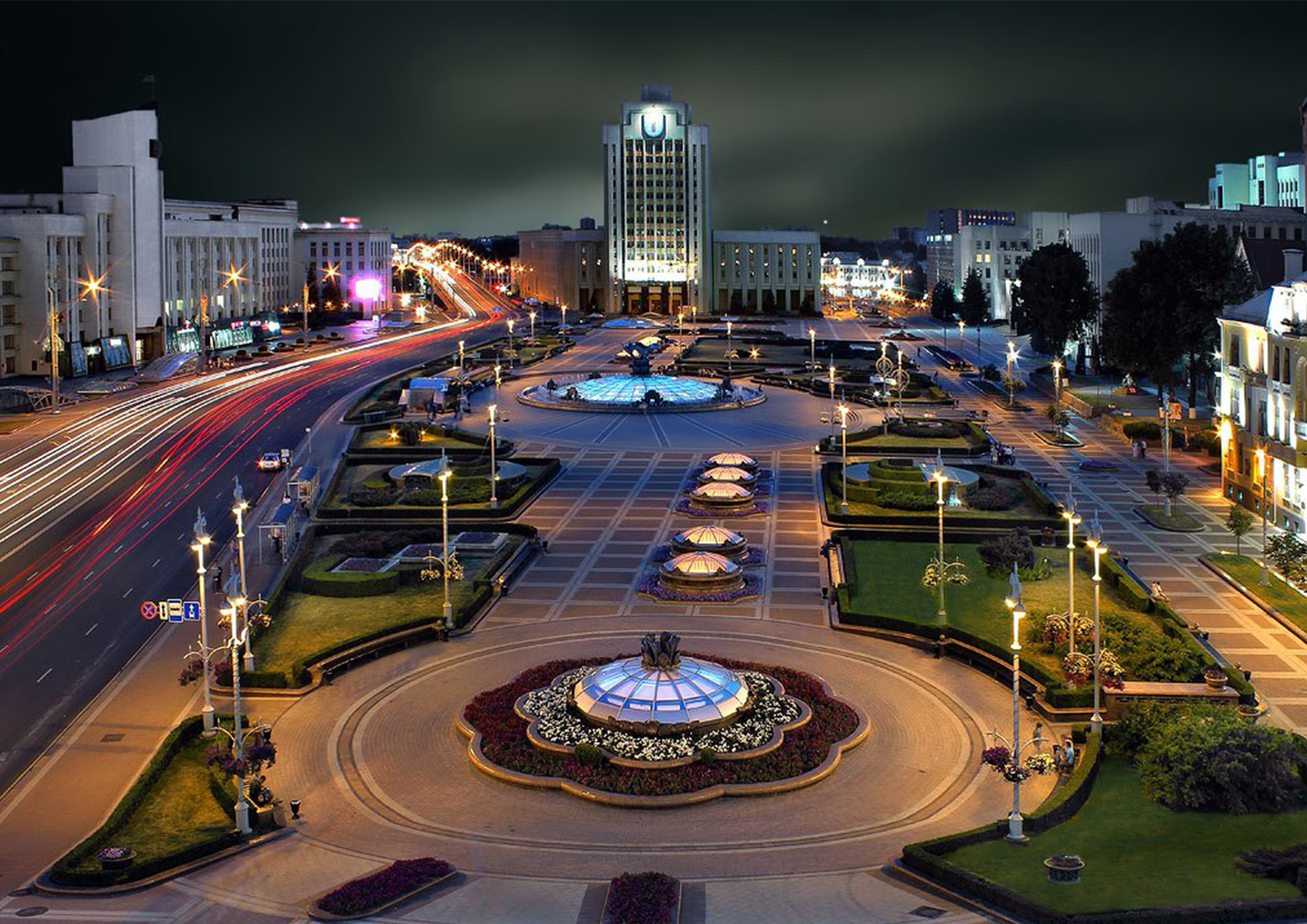

- Институт повышения квалификации и переподготовки (директор — Шеститко, Ирина Владимировна)
- Исторический факультет (декан — Шупляк, Сергей Петрович)
- Институт психологии (директор — Дроздова, Наталия Валерьевна)
- Факультет дошкольного образования (декан — Анцыпирович, Ольга Николаевна)
- Факультет естествознания (декан — Скриган, Галина Владимировна)
- Факультет начального образования (декан — Жданович, Наталья Владимировна)
- Факультет социально-педагогических технологий (декан — Мартынова, Вера Васильевна)
- Институт инклюзивного образования(директор — Хитрюк, Вера Валерьевна)
- Факультет физического воспитания (декан — Романов, Кирилл Юрьевич)
- Факультет эстетического образования (декан — Кобачевская, Светлана Михайловна)
- Физико-математический факультет (декан — Францкевич, Александр Александрович)
- Филологический факультет (декан — Старичёнок, Василий Денисович)

## Достижения
- Январь 2017 г. — за активную деятельность в гуманитарной области, значительный вклад в развитие и популяризацию волонтерского движения среди студенческой молодежи коллектив БГПУ удостоен государственной премии Президента Республики Беларусь «За духовное возрождение» 2016 года.
- Июнь 2017 г. — БГПУ им. М. Танка занесён на Республиканскую доску Почета за достижения наилучших показателей в сфере социально-экономического развития за 2017 год среди научных организаций (Указ Президента Республики Беларусь от 26.06.2018 № 255 «О занесении на Республиканскую доску Почета победителей соревнования за 2017 год»).
- 25 марта 2019 г. — в соответствии с постановлением № 190 Совета Министров Республики Беларусь БГПУ стал лауреатом конкурса на соискание Премии Правительства Республики Беларусь за достижения в области качества 2018 года.
- За достижение в 2023 году наилучших показателей в сфере социально-экономического развития учреждение образования «Белорусский государственный педагогический университет имени Максима Танка» признан победителем соревнования и занесен на Республиканскую доску Почёта[7].